# Lispe polita
Lispe polita är en tvåvingeart som först beskrevs av Daniel William Coquillett 1904.  Lispe polita ingår i släktet Lispe och familjen husflugor. Inga underarter finns listade i Catalogue of Life.